# Радыгин, Игорь Сергеевич
Игорь Сергеевич Радыгин (31 мая 1926, Вятка или Свердловск — 4 мая 2007, Екатеринбург) — наводчик самоходной артиллерийской установки 75-го отдельного гвардейского самоходного артиллерийского полка (69-я гвардейская стрелковая дивизия, 4-я гвардейская армия, 3-й Украинский фронт), гвардии младший сержант, участник Великой Отечественной войны, кавалер ордена Славы трёх степеней.

## Биография
Родился 31 мая 1926 года, по разным данным, в городе Вятка (ныне — Киров) или Свердловск. Русский.
В 1943 году был призван в Красную армию Сталинским райвоенкоматом города Свердловска. С ноября 1943 года в действующей армии.
К началу 1944 года младший сержант Радыгин воевал наводчиком самоходной установки СУ-85 240-го танкового полка. Первую боевую награду заслужил в боях во время Кировоградской наступательной операции. 27 января 1944 года в одном из боёв, при отражении контратаки противника, умелой наводкой уничтожил один танк «Тигр», два танка T-IV, один танк Т-3, 2 автомашины с военным имуществом и до 50 солдат противника, за что награждён орденом Отечественной войны 2-й степени.
К январю 1945 года воевал в составе 1440-й самоходного артиллерийского полка в той же должности — наводчика, но теперь в экипаже СУ-100. Отличился в боях в ходе Будапештской операции. За время боёв с 1 по 24 января 1945 года в районе Мария, Фюле, Аба младший сержант Радыгин метким огнём своего орудия уничтожил 5 пулемётов, 2 полевых орудия и до 50 солдат и офицеров противника.
Приказом по частям 7-го механизированного корпуса от 9 февраля 1945 года (№ 7/н) младший сержант Радыгин Игорь Сергеевич награждён орденом Славы 3-й степени.
На завершающем этапе войны весной 1945 года гвардии младший сержант Радыгин воевал в рядах 75-го отдельного гвардейского самоходного артиллерийского полка 69-й гвардейской стрелковой дивизии. Войну закончил участием в Венской наступательной операции, где заслужил ещё два ордена (в наградных документах сведений о предыдущих наградах не было). 25 марта 1945 года в районе села Ханта гвардии младший сержант Радыгин при отражении танковой контратаки противника подбил 1 танк «Тигр», уничтожил 2 станковых пулемёта и до 20 гитлеровцев.
Приказом по частям 69-й гвардейской стрелковой дивизии от 18 апреля 1945 года (№ 28/н) гвардии младший сержант Радыгин Игорь Сергеевич награждён орденом Славы 3-й степени (повторно).
8 мая 1945 года действуя в группе преследования на подступах к городу Вайдхофен (Австрия) гвардии младший сержант Радыгин в составе расчёта уничтожил самоходное орудие и 4 бронетранспортёра с экипажами. При взятии самого города экипаж зашёл во фланги и внезапным огнём рассеял боевые порядки противника, уничтожив до 40 гитлеровцев. Также были захвачены 2 самоходных орудия и 42 автомашины противника.
Приказом по войскам 4-й гвардейской армии от 27 июня 1945 года (№ 148) гвардии младший сержант Радыгин Игорь Сергеевич награждён орденом Славы 2-й степени.
После войны был демобилизован, вернулся в город Свердловск. Приказом Министра обороны Российской Федерации от 13 сентября 1996 года (№ 535) приказ 18 апреля 1945 года был отменён, и Радыгин Игорь Сергеевич награждён орденом Славы 1-й степени. Стал полным кавалером ордена Славы.
Жил в городе Свердловск (Екатеринбург). Умер 4 мая 2007 года. Похоронен на Лесном кладбище города Екатеринбург.

## Награды
- орден Отечественной войны II степени (13.02.1945)[3]
- орден Отечественной войны II степени (06.03.1985)(Родыгин)[4]
- орден Славы I степени (Приказом Министра обороны Российской Федерации от 13 сентября 1996 года (№ 535) приказ 18 апреля 1945 года был отменён, награждён орденом Славы 1-й степени)[5]
- орден Славы II степени (27.06.1945)[6]
- орден Славы III степени (09.02.1945)[7]
- Медаль «За победу над Германией в Великой Отечественной войне 1941—1945 гг.» (1945)[8]
- Медаль «За взятие Вены» (09.06.1945)[9]
- и другие